# Квон Ён Чхоль
Квон Ён Чхоль (кор. 권영철; род. в Сеуле) — южнокорейский шорт-трекист. Двукратный бронзовый призёр чемпионатов мира. Окончил Университет Данкук.

## Спортивная карьера
Квон Ён Чхоль, который учился в средней школе Сеула, впервые участвовал в 1986 году на чемпионате мира в Шамони, где с командой занял 7-е место в эстафете, на следующий год в апреле в Монреале в той же эстафете занял 10-е место. В феврале 1988 года на чемпионате мира в Сент-Луисе выиграл бронзу в эстафете, и на чемпионате мира в Солихалле в 1989 году повторно завоевал бронзу в эстафете.
Через год в феврале участвовал на зимних Азиатских играх в Саппоро выиграл бронзовую медаль в беге на 1000 метров и золотую медаль в эстафетной гонке. В декабре 1991 года победил на дистанции 1000 метров на 92-х зимних национальных играх. В марте 1992 года на командном чемпионате мира в Минамимаки завоевал свою первую и единственную золотую медаль чемпиона мира.

## Карьера тренера
Квон Ён Чхоль работал тренером национальных сборных США и Англии. В 2005 году был назначен тренером в команду мэрии Соннама. С 2009 года тренер команды по шорт-треку мэрии Ыйджонбу. В 2020 году участвовал в кампании поддержки эстафеты «Спортивные врачи», которые борются с недавней новой коронавирусной инфекцией (COVID-19).